# Altan tobczi
Altan tobczi (tłum. Złoty zbiór, czasem także jako Złoty guzik) – mongolska kronika anonimowego autora, ukończona w latach dwudziestych XVII wieku lub nieco później, zawierająca historię chanów mongolskich i przynosząca wiadomości jeszcze nawet z początku stulecia, w którym powstała. 
Określenie Altan tobczi nie jest jednostkowe, odnosi się też do innych, późniejszych kompilacji kronikarskich; autorem jednej z nich był mnich buddyjski Luwsan Dandzan. Kronika jego została ukończona w latach sześćdziesiątych. Doprowadzona także do czasów współczesnych autorowi, oparta została na kilku starszych, zaginionych zestawach wiadomości historycznych, przy tym zaś w tekście jej znajduje się mongolski przekład Tajnej historii Mongołów.
W 2011 roku rękopis Altan tobczi przechowywany w Bibliotece Narodowej Mongolii został wpisany na listę UNESCO Pamięć Świata.